# Cendres gravelées
Les cendres gravelées, souvent dénommées en latin médiéval cineres clavellati, correspondent à diverses cendres de foyers préparés autrefois dans les pays vinicoles ou à partir des matières vineuses décantées au fond des cuves ou tonneaux, par exemple chez les vignerons, les marchands de vins et les vinaigriers.
Dans ce dernier cas, la cendre gravelée est le produit, plus ou moins tamisé et purifié, de l'incinération de la lie de vin. D'un point de vue chimique, il s'agit d'une potasse impure à base de carbonate de potassium.

## Cendres des vrilles de vigne ou de sarments
Les vignerons brûlaient les rejets après la taille de printemps, opération manuelle fondamentale et très rigoureuse au début de la pousse de la vigne. En brûlant les rejets, ils obtenaient ce qu'ils nommaient la cendre gravelée. 
Mais quelques écoles de puristes distinguaient la cendre de la vrille de vigne et la cendre de sarments (partie verte), n'accordant qu'à la première l'adjectif qualificatif. 
Une fois séparée des matières charbonneuses ou des impuretés insolubles, la cendre gravelée paraît essentiellement à base de potasse et d'autres sels minéraux. Les vignerons se servaient de la cendre gravelée commune comme engrais ou comme source d'alcali pour leurs propres ménages. Ils pouvaient aussi en faire commerce... Notons, qu'en apothicairerie ou droguerie médicinale, les subtiles distinctions puristes avaient cours...

## Produit d'incinération de diverses matières organiques retirées du fond de cuves ou de tonneaux des vignerons ou des vinaigriers
Les cendres gravelées, parfois dites de cuves, sont formées par incinération de la gravelle, à base de tartre brut ou lie de vin ou de vinaigre, préalablement desséchée. La gravelle désigne ici un dépôt analogue à des sables très fins ou d'une manière générale, le tartre ou la lie de vin desséchée. 
Les cendres gravelées étaient préparées soit par un vinaigrier, soit par un gravelier, ouvrier spécialisé à cette tâche.
La cendre gravelée est probablement purifiée, à la façon des banales techniques d'extraction des alcalis, d'abord par lixiviation par l'eau, puis par concentration de la solution ou lixiviat filtré. D'un point de vue chimique, elle correspond à un carbonate de potassium impur.
Cette cendre gravelée, encore nommée sel de vin, servait à nettoyer les draps sales ou graisseux. Elle servait aussi à préparer les textiles (laines, étoffes), à l'ajout de teinture.
La gravelée, selon le dictionnaire Larousse du XXe siècle, correspond à de la cendre de lie de vin. Le mot provient de l'altération de cendre gravelée. Notons qu'au XIXe siècle, la lie de vin s'appelle sel de vin, car l'étude de la réaction chimique, à savoir la combustion du tartre par l'oxygène de l'air, montre indéniablement la dégradation du tartre. L'antique chimie des principes alcalis, ou des sels alcalis de l'époque moderne s'est bel et bien effondrée à l'ère de la chimie lavoisienne.

## Application médicale ancienne
Les apothicaires médiévaux utilisaient ces diverses cendres gravelées, présentées ci-dessus, soit en mélange, soit pour la préparation dosée de recette . 
On emploie aussi les cendres gravelées pour la préparation de certaine pierre à cautère, qui se fait avec une partie de chaux vive, et deux parties de cendres gravelées. Il s'agit d'une réaction de causti(fi)cation, on obtient une potasse caustique impure.